# Statuia lui Mihail Kogălniceanu din Iași
Statuia lui Mihail Kogălniceanu din Iași este un monument de bronz închinat marelui istoric, literat, om politic, militant neobosit pentru unire, Mihail Kogălniceanu (1817-1891), care și-a desfășurat o mare parte din activitate în orașul Iași.
Statuia lui Mihail Kogălniceanu a fost inclusă în Lista monumentelor istorice din județul Iași elaborată în anul 2004 de către Institutul Național al Monumentelor Istorice, fiindu-i atribuit codul  IS-III-m-B-04278 .

## Istoric
Statuia a fost realizată de către sculptorul italian Raffaello Romanelli (1856-1928) și dezvelită la data de 28 septembrie 1911, cu ocazia sărbătoririi jubileului Universității din municipiul Iași. Statuia a fost amplasată în fața corpului de sus a clădirii Universității "Al. I. Cuza" din Iași.
La momentul dezvelirii sale, s-a scris în presa ieșeană a vremii că a fost făcută pentru bulgari și ei au refuzat-o. Și cine putea s-o primească? România. Pe trupul bulgarului au pus cei de la guvern capul lui Kogălniceanu și iaca statuia. Cu siguranță ca la mijloc e o învârteală. Și cine plătește? Tot săracul! Rușine! Rușine de trei ori... 
Pe soclul statuii se află două basoreliefuri de bronz cu următoarele semnificații: basorelieful din dreapta îl prezintă pe Mihail Kogălniceanu vorbind țăranilor cu prilejul elaborării Legii împroprietăririi, iar basorelieful din stânga prezintă alegerea lui Cuza Vodă ca domn al Principatelor Unite. Pe partea din față a soclului se află o placă de bronz pe care este gravată următoarea inscripție: Lui Mihail Kogălniceanu Poporul Român recunoscător MCMXI.

## Imagini

Statuia lui Mihail Kogălniceanu și Universitatea „Al. I. Cuza” din Iași.
Basorelieful din dreapta.
Basorelieful din stânga.